# Морской обычай
Морской обычай (англ. A Custom of the Sea) — особый морской закон, согласно которому затерянным в море и умирающим от голода морякам разрешалось людоедство.
Моряки должны были все единодушно согласиться и тянуть жребий, чтобы решить, кого должны были убить и съесть первым. Процедура должна была продолжаться до спасения или до последнего человека. Конечно, людоедство — табу во всех современных обществах, однако в системе романо-германского права обычай иногда выступает как дополнение к закону или иногда преобладает над ним. В некоторых западноевропейских странах морской закон преобладал над нормой гражданского кодекса, которая обычно запрещает каннибализм (людоедство).
Исторические примеры: случай с матросами китобойного судна «Эссекс» в 1820 году.